# Paschim Guwahati Mahavidyalaya
Paschim Guwahati Mahavidyalaya, înființat în 1978, este un colegiu situat în Dharapur Chariali din Guwahati, Assam. Acest colegiu este afiliat cu Universitatea Gauhati . 

## Departamente
- Asameză
- Engleză
- Istorie
- Educație
- Economie
- Filozofie
- Stiinte Politice
- Hindi
- Geografie
- Comerț
- Management
- Finanțe
- Statistici